# Hukeri
Hukeri è una suddivisione dell'India, classificata come town panchayat, di 19.906 abitanti, situata nel distretto di Belgaum, nello stato federato del Karnataka. In base al numero di abitanti la città rientra nella classe IV (da 10.000 a 19.999 persone).

## Geografia fisica
La città è situata a 16° 13' 60 N e 74° 35' 60 E e ha un'altitudine di 630 m s.l.m..

## Società

### Evoluzione demografica
Al censimento del 2001 la popolazione di Hukeri assommava a 19.906 persone, delle quali 10.198 maschi e 9.708 femmine. I bambini di età inferiore o uguale ai sei anni assommavano a 2.718, dei quali 1.416 maschi e 1.302 femmine. Infine, coloro che erano in grado di saper almeno leggere e scrivere erano 12.614, dei quali 7.315 maschi e 5.299 femmine.